# Shanghai Disney Resort
Shanghai Disney Resort es un complejo turístico ubicado en Pudong, Shanghái, China, inaugurado el 16 de junio de 2016. Es el primer resort de Disney de China continental y el segundo de Gran China.
El complejo comprende Shanghai Disneyland Park, un centro comercial a cielo abierto (Disneytown), dos hoteles temáticos, facilidades para recreación, un lago, un estacionamiento y centrales de transporte. Se espera que en el futuro se construyan dos parques temáticos adicionales en el complejo. El sitio cubrirá 963 hectáreas, lo que lo convertirá en un parque tres veces más grande que Hong Kong Disneyland, y costará 24,5 mil millones de yuanes, que equivalen a 3,7 mil millones de dólares. Además, se estima una inversión adicional de 4,5 mil millones de yuanes (0,7 mil millones de dólares) para construir otros edificios del complejo, lo que arroja un total de 34 mil millones de yuanes, o 5,5 mil millones de dólares. Cuarenta y tres por ciento del complejo pertenece a The Walt Disney Company y el 57 por ciento restante a Shanghai Shendi Group, una fusión de tres compañías propiedad del gobierno de Shanghái. El parque fue aprobado por el gobierno chino el 4 de noviembre de 2009.